# Ammoniumtrioxalatoferrat(III)
Ammoniumtrioxalatoferrat(III) ist ein Komplex des dreiwertigen Eisens mit Oxalat-Anionen als Liganden und Ammoniumionen zur Ladungskompensation. Es hat als Trihydrat die Halbstrukturformel (NH4)3[Fe(C2O4)3] · 3 H2O.

## Gewinnung und Darstellung
Ammoniumtrioxalatoferrat(III) kann durch die Umsetzung von Eisen(III)-chlorid-Lösung mit Ammoniumoxalat in wässriger Lösung gewonnen werden. Dabei wird stets das Trihydrat erhalten:
{\displaystyle \mathrm {FeCl_{3}+3\ {(NH_{4})}_{2}C_{2}O_{4}+3\ H_{2}O\longrightarrow {(NH_{4})}_{3}[{Fe(C_{2}O_{4})}_{3}]\cdot 3\ H_{2}O+3\ NH_{4}Cl} }

## Eigenschaften

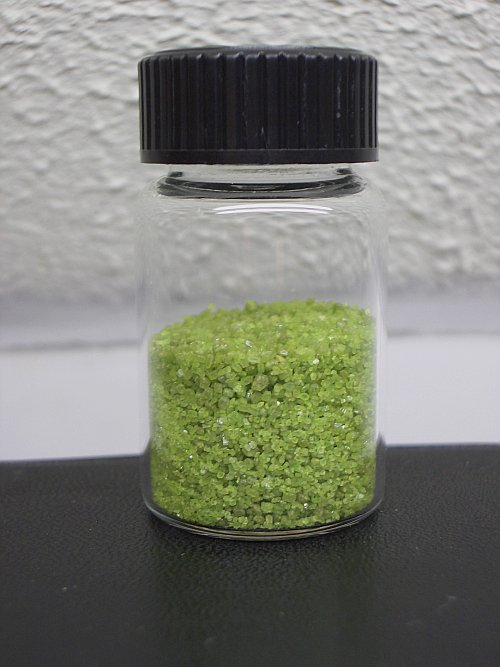
Ammoniumtrioxalatoferrat(III)

Ammoniumtrioxalatoferrat(III) ist eine grüne kristalline Verbindung, die in Wasser gut löslich ist. 
Das Fe3+-Ion ist oktaedrisch von drei Oxalatodianionen komplexiert. Die hieraus resultierende Ladung des Komplexes von −3 wird durch drei Ammoniumionen kompensiert.

## Verwendung
Es wird beim Eloxal-Verfahren, der Oberflächenbehandlung von Aluminium dazu verwendet, einen Goldton zu erzeugen.
Lichteinwirkung führt zum Zerfall unter Bildung von Kohlenstoffdioxid und Eisen(II)-Verbindungen. Aufgrund dieser Eigenschaft kann es zur Lichtmessung eingesetzt werden. In der künstlerischen Photographie ist es Bestandteil der Lösung zur Herstellung von Cyanotypien.